# Jacqueline Lamba
Jacqueline Mathilde Lamba Breton (Saint-Mandé, 17 novembre 1910 – Rochecorbon, 20 luglio 1993) è stata una pittrice e decoratrice francese.
Divenuta nota come moglie di André Breton, nonché soggetto di molte poesie del marito, si separò da lui nel 1943 per sposare tre anni più tardi lo scultore e pittore statunitense David Hare. Aderì al movimento surrealista fra il 1934 ed il 1947; la sua carriera artistica venne adombrata da quella di Breton, come ella stessa ammise.

## Biografia

### Infanzia e formazione
Jacqueline Mathilde Lamba fu la seconda figlia di Jane Pinon e José Lamba, ingegnere agronomo. I genitori avrebbero desiderato un figlio maschio, ed il loro disappunto fu tale da indicarla come "lui" e rivolgersi a lei con il nomignolo di "Jacko". Nel 1912 la sua famiglia si trasferì al Cairo per il lavoro del padre. Quest'ultimo morì due anni più tardi ad Eliopoli a causa delle conseguenze di un incidente d'auto, e la madre ritornò in Francia con Jacqueline e la sorella Huguette.
Dopo la scuola dell'obbligo a Neuilly e Versailles, Jacqueline studiò arte presso la École nationale supérieure des arts décoratifs (Scuola nazionale superiore delle Arti decorative), si iscrisse ai corsi della Scuola di pittura di André Lhote a Parigi, e frequentò il museo Galliera di cui era conservatore il padre della sua amica Marianne Clouzot.
Ebbe come compagna di studi Theodora Markovitch, in seguito nota come Dora Maar, con la quale strinse una profonda amicizia che sarebbe durata tutta la vita.
Idealista, Jacqueline fu influenzata dalle nuove idee della sua epoca e gravitò intorno agli ambienti di sinistra ed agli studenti comunisti. Fu soprannominata Quatorze Juillet, ossia 14 luglio, con riferimento alla data della presa della Bastiglia, proprio per la sua personalità "ardente e forte", oltre che per il suo aspetto fisico.
Nel 1927 la madre Jane morì di tubercolosi e Jacqueline dovette pensare da sola al proprio sostentamento. Divenne quindi insegnante di francese prima a Cardiff e poi in Grecia. Rientrata a Parigi trovò un impiego come decoratrice presso i grandi magazzini dei Trois Quartiers (tre quartieri); intorno al 1932-1933 danzò in un balletto acquatico del Coliseum, un'antica piscina trasformata in locale per spettacoli nel quartiere di Pigalle.

### L'incontro con Breton
Jacqueline Lamba e André Breton si conobbero il 29 maggio del 1934 al caffè Cyrano di place Blanche a Parigi.
Jacqueline aveva scoperto il surrealismo grazie al cugino André Delons, scrittore e poeta, uno dei redattori di Le Grand Jeu, la rivista letteraria che rappresentò l'espressione delle idee del gruppo omonimo dal 1927 al 1932.
I membri del gruppo, fondato nel 1922 da René Daumal, Roger Gilbert-Lecomte, Roger Vailland e Robert Meyrat, credevano nella ribellione e nella patafisica, e tentavano l'esplorazione del mondo onirico attraverso il ricorso a testi mistici ed all'utilizzo di droghe. Nel 1925 si accostarono al movimento surrealista, di cui ammiravano in particolare il carattere rivoluzionario. André Breton, che apprezzava la qualità degli scrittori del Grand Jeu, inizialmente sostenne la collaborazione fra i due gruppi, anche se i primi mantennero sempre la propria indipendenza nei confronti del movimento surrealista. Ma i rapporti si inasprirono irrimediabilmente dal momento in cui lo scrittore Monny de Boully si distaccò dai surrealisti per unirsi al Grand Jeu, a causa delle simpatie dimostrate dai seguaci di Breton per il Partito Comunista Francese.
In particolare Delons aveva portato la cugina a conoscere la produzione letteraria surrealista attraverso la lettura di Nadja. Il romanzo di Breton diede origine al desiderio ed alla volontà di Jacqueline di incontrarne l'autore. Tale determinazione sembrò dettata da un interesse rivolto più alla presa di posizione politica dei surrealisti che alla loro produzione letteraria.
Al caffè Cyrano Breton venne affascinato da Jacqueline, che trovò "scandalosamente bella", una donna la cui grazia ricordava la sua stessa danza nell'acqua. Quando Breton la vide, Jacqueline stava scrivendo: egli si compiacque di pensare di essere il destinatario della lettera, come in effetti era, anche se quella lettera non gli venne mai consegnata.
La loro conoscenza avvenne in circostanze talmente sconcertanti che Breton esitò a lungo prima di renderle pubbliche. Inoltre il loro incontro sembrava anticipato da una serie di premonizioni che Breton stesso raccontò in L'Amour fou: dal fraintendimento di una battuta sentita poco più di un mese prima all'interno di un ristorante, alla lunga passeggiata nella Parigi notturna quella sera del primo incontro, quando si erano dati appuntamento dopo lo spettacolo di lei. Qualche giorno più tardi Breton si rese conto di come la poesia La nuit du Tournesol (La notte del girasole) del 1923 sembrasse proprio preannunciare quella serata.
Meno di tre mesi più tardi, il 14 agosto 1934, la coppia si unì in matrimonio. Testimoni di nozze furono Alberto Giacometti per Jacqueline Lamba e Paul Éluard per André Breton, mentre Man Ray immortalò l'evento fotografando Jacqueline fra i tre uomini, come citazione del quadro di Édouard Manet Colazione sull'erba.
Nel 1937 Breton pubblicò L'Amour fou, di cui Jacqueline costituiva il personaggio chiave; di lei il marito scrisse successivamente anche in L'Air de l'eau e Fata Morgana: in generale, negli anni del loro matrimonio Jacqueline divenne il soggetto di diverse poesie di Breton.
Nel 1935 la coppia si recò a Praga in gennaio ed a Santa Cruz de Tenerife nelle Canarie in maggio; il 20 dicembre dello stesso anno nacque la loro figlia Aube.
Nel settembre del 1938 la famiglia Breton soggiornò in Messico, presso i coniugi Rivera. Oltre ai pittori Frida Kahlo e Diego Rivera, Jacqueline conobbe Lev Trockij, che vi si trovava in esilio. Con Frida Kahlo iniziò un'amicizia reciproca e profonda, forse con implicazioni sessuali, proseguita poi con scambi epistolari.
Poiché nel 1939 Breton fu richiamato alle armi, all'inizio del 1940 Jacqueline lasciò Parigi insieme ad Aube per trascorrere qualche tempo presso Dora Maar e Pablo Picasso a Royan e poi ad Antibes, dove venne ritratta insieme a Dora nel quadro di Picasso Pêche de nuit à Antibes. Dopo l'armistizio, Breton si ricongiunse alla moglie e alla figlia a Salon-de-Provence.
Nella Francia occupata dai tedeschi e dominata dal governo collaborazionista di Pétain, gli artisti simpatizzanti per la sinistra erano oggetto di persecuzione. Il giornalista newyorchese Varian Fry, aiutato finanziariamente dalla ricchissima ereditiera Mary Jayne Gold, dirigeva a Marsiglia il coordinamento dell'organizzazione umanitaria statunitense Emergency Rescue Committee che aiutava gli intellettuali ad emigrare negli Stati Uniti per evitare la deportazione nazista.
Per alloggiare il comitato e gli intellettuali in attesa di espatrio venne affittata una tipica casa di campagna provenzale, ben protetta dagli alberi, ammobiliata e capiente, dotata di una vasta biblioteca: la villa Air-Bel.
Fu proprio in questa dimora che la famiglia Breton trovò accoglienza prima di espatriare. Il soggiorno costituì l'occasione per conoscere o ritrovare altri artisti ed intellettuali, non soltanto surrealisti: Victor Brauner, Max Ernst, Wifredo Lam, Benjamin Péret, Victor Serge, André Masson, Marcel Duchamp, Arthur Adamov, Hans Bellmer, René Char, Frédéric Delanglade, Óscar Domínguez, Jacques Hérold, Tristan Tzara, Remedios Varo, Wols e Ylla (Camilla Koeffler), l'attore Sylvain Itkine, la collezionista d'arte Peggy Guggenheim ed il fotografo André Gomès.
Insieme, per passare il tempo, giocavano ai cadaveri eccellenti; crearono anche un nuovo gioco di carte ispirato ai tarocchi che battezzarono Jeu de Marseille (gioco di Marsiglia), un gioco che rifletteva "la mitologia e le preoccupazioni proprie di ciascuno dei surrealisti". Le figure delle carte tradizionali, il re e la regina, vennero destituite insieme al potere da esse rappresentato, e sostituite con il «Genio», il «Mago» e la «Sirena», rappresentati da un personaggio storico o letterario scelto di comune accordo. I quattro semi: Quadri, Cuori, Picche e Fiori, vennero trasformati in Amore, Conoscenza, Sogno e Rivoluzione, raffigurati rispettivamente con la Fiamma, la Serratura, la Stella e la Ruota (unita al sangue). Breton stesso, insieme ad altri artisti, disegnarono le carte per giocare. Jacqueline disegnò La Roue sanglante (La ruota insanguinata) e Baudelaire. Génie d'Amour - Flamme (Baudelaire. Genio d'amore - fiamma) (gennaio-marzo 1941).
Il 25 marzo 1941 la famiglia Breton si imbarcò per gli Stati Uniti. Dopo un breve scalo a Fort-de-France nella Martinica, dove Breton venne trattenuto nel campo di prigionia del Lazzaretto e liberato su cauzione, il 14 luglio la famiglia giunse infine a New York.
Qui ben presto gli appartamenti di Breton e di Peggy Guggenheim divennero ritrovi di artisti surrealisti immigrati e statunitensi.
Nel 1942 venne fondata la rivista surrealista VVV, curata da Breton in collaborazione con Marcel Duchamp, Max Ernst e David Hare, nella quale vennero pubblicate quattro opere di Jacqueline.

### Dopo Breton
Il matrimonio con Breton venne messo a dura prova dalle aspre difficoltà economiche, che portarono infine Jacqueline ad allontanarsi dal marito nell'autunno del 1942, quando l'amore per David Hare prevalse.
Nel 1944 Jacqueline Lamba e David Hare si trasferirono insieme a Roxbury nel Connecticut, dove si erano stabiliti anche Yves Tanguy con Kay Sage e lo scultore Alexander Calder. Nell'aprile di quello stesso anno Jacqueline organizzò la sua prima mostra personale a New York, e per l'occasione scrisse il testo del catalogo Manifeste de peinture (Manifesto di pittura).
Nel gennaio del 1946 Lamba sposò Hare in seconde nozze. Nello stesso anno, dopo un breve soggiorno in Messico da Frida Kahlo, visitò gli Stati Uniti sud-occidentali (Arizona, Colorado, Nuovo Messico) e le riserve indiane dei popoli Hopi e Navajo.
Nel 1947, durante un breve ritorno in Francia, ritrovò Dora Maar e Pablo Picasso e partecipò per l'ultima volta ad un'esposizione surrealista a Parigi, dove organizzò anche la sua prima mostra personale in Francia.
Nel giugno dell'anno successivo nacque il figlio Merlin. Nello stesso 1948, Lamba si distaccò definitivamente dal surrealismo e distrusse alcune delle sue opere.
Tra il 1954 ed il 1955, dopo un ultimo soggiorno presso gli indiani Pueblo, Jacqueline Lamba si separò da David Hare e tornò in Francia con il figlio.
A Parigi si dedicò interamente alla pittura, sperimentando nuove tecniche e stili differenti, ed iniziando a produrre paesaggi. In particolare trovò il proprio stile durante i soggiorni a Simiane-la-Rotonde, in Provenza, dove dal 1963 iniziò a soggiornare regolarmente in estate ed in autunno nella casa prestatale dal fisiologo Henri Laugier, il primo direttore del CNRS.
Nel 1966 dimostrò di voler portare avanti anche l'impegno politico, quando, insieme a René Char, partecipò alle manifestazioni di protesta contro l'installazione dei missili sull'altopiano di Albion, e l'ampliamento del campo militare del Larzac.
Nel 1967 Picasso organizzò per lei una mostra ad Antibes, nel Castello Grimaldi, che divenne la sede del Museo Picasso ad Antibes. La presentazione del catalogo della mostra venne redatta dal poeta Yves Bonnefoy.
Nel 1979 e nel 1981 Jacqueline soggiornò nuovamente negli Stati Uniti, per poi ritornare definitivamente nella sua città natale Rochecorbon, dove, dal 1988, si ritirò in una casa di cura. Sebbene affetta dal morbo di Alzheimer, ella continuò a lavorare con i pastelli fino alla morte, che sopravvenne nel 1993. Jacqueline Lamba venne sepolta a Saché, nell'Indre e Loira.
Nel 2004 Fabrice Maze girò un film documentario, prodotto su DVD dalla figlia Aube, sulla vita di Lamba, ambientato nello studio parigino della pittrice ed arricchito da fotografie e interviste.

## Produzione artistica
Dall'incontro nel 1934 con André Breton e fino al 1947, Jacqueline Lamba partecipò al movimento surrealista, realizzando acquerelli, oggetti, cartoline (Pont du demi-sommeil, ponte del dormiveglia), decalcomanie che espose a Parigi, Londra e New York fra il 1936 ed il 1938.

Tuttavia l'essere moglie di Breton, che dimostrava di considerarla una musa ispiratrice ed una madre di famiglia, fu causa di frustrazione per Jacqueline, e la sua arte fu adombrata dalla figura del marito, che non la citò nemmeno nell'opera Le Surréalisme et la peinture (Il surrealismo e la pittura):
(Jacqueline Lamba, in Polizotti, op. cit., p. 459)
 Pur essendo stata ritratta dai maggiori surrealisti, da Picasso a Man Ray, da Lam a Masson, le sue numerose opere, circa 400 dipinti creati nell'arco di oltre mezzo secolo, non ottennero una valutazione adeguata.
A New York creò poche opere di matrice surrealista (oggetti, collage e dipinti), realizzando in particolare forme geometriche dai colori spesso brillanti: «dipinti prismatici» ispirati alle opere astratte di Óscar Domínguez, Matta e di André Masson. Nel 1943 espose l'opera In Spite of Everything (1942) alla Exhibition by 31 Women (Esposizione fatta da 31 donne) presso la galleria Art of this Century di New York, inaugurata da Peggy Guggenheim.
Dal 1963 trovò la sua espressione personale in dipinti e disegni dominati dal tema del paesaggio, che richiamavano l'Espressionismo astratto statunitense, pur dando anche voce all'inconscio liberato dai surrealisti.

## Alcune opere

### 1936-1949
La maggior parte delle opere di Jacqueline Lamba furono perse alla fine della guerra.
- Le Petit mimétique, con André Breton, 1936, scatola surrealista
- Pont du demi-sommeil, 1937, cartolina
- La Roue sanglante ovvero L'As de la Révolution, 1941
- Baudelaire. Génie d'Amour - Flamme, 1941, inchiostro e guazzo su carta
- In spite of everything spring, 1942, olio su tela, cm. 110 × 153
- Sans titre, 1943, matita e pastello, cm. 50 × 40
- Constructions intérieures, maison, jardin, 1946, olio su tela, cm. 106 × 126, collezione privata Aube Élléouët-Breton e Merlin Hare
- Le Puits, 1946, olio su tela, cm. 83,5 × 83,5, collezione privata Aube Élléouët-Breton e Merlin Hare
- Constructions intérieures maisons jardins, 1946, olio su tela, collezione privata Aube Élléouët-Breton e Merlin Hare
- Forêt, 1948, olio su tela, cm. 56,5 × 77, collezione privata Aube Élléouët-Breton e Merlin Hare
- Sans titre, 1948, olio su tela, cm. 77 × 102, collezione privata Aube Élléouët-Breton e Merlin Hare
- Tournesol, 1948, olio su tela, cm. 84 × 76, collezione privata Aube Élléouët-Breton e Merlin Hare
- Sans titre, 1949, olio su tela, cm. 38 × 122, collezione privata Aube Élléouët-Breton e Merlin Hare

### 1957-1987
- Nature morte, 1957, olio su tela, cm. 54 × 64, collezione privata Aube Élléouët-Breton e Merlin Hare
- Ciel, 1960, olio su tela, cm. 125,5 × 135,5
- Paysage avec arbre, 1960, inchiostro ed olio su carta, cm. 41 × 32,5
- Cultures de Biot, 1962, olio su carta, cm. 24,5 × 31
- Paysage de Simiane, 1963, olio su carta incollata su tela, cm. 120,5 × 135
- Paysage de Simiane, 1963, guazzo su carta di giornale, cm. 42,5 × 58
- Simiane, 1963, olio su carta di giornale, cm. 49,5 × 69
- Simiane, 1963, olio su tela, cm. 139 × 125, collezione privata Aube Élléouët-Breton e Merlin Hare
- Paysage, 1963, guazzo su carta di giornale, cm. 33 × 49
- Plaine de Simiane, 1964, olio su tela, cm. 88,5 × 116
- Simiane, 1964, olio su carta incollata su tela, cm. 109 × 116
- Simiane, 1964, olio su tela, cm. 101 × 151
- Simiane, 1965, olio su tela, cm. 112 × 163
- Simiane-la-Rotonde, 1965, inchiostro su carta, cm. 45 × 55
- Simiane, 1965-1967, olio su tela, cm. 75 × 100
- Atelier, 1966, olio su tela, cm. 66 × 50, collezione privata Aube Élléouët-Breton e Merlin Hare
- Plaine de Simiane, 1966-1967, olio su tela, cm. 121,5 × 157
- Source, 1967, olio su carta kraft incollata su tela, cm. 125,5 × 154
- Rochers, 1967, inchiostro su carta kraft incollata su tela, cm. 50 × 40
- Ciel, 1967, olio su tela, cm. 89 × 92 cm
- Collines, 1968, guazzo su carta di giornale, cm. 57 × 81
- Source écrin, 1968, olio su tela, cm. 73 × 54
- Lettre à Fabrice, 1º ottobre 1968, inchiostro, olio e feltro rosso su carta fronte-retro, cm. 48 × 63
- Paysage, 1969, olio su carta kraft, cm. 57 × 77
- Paysage de Haute-Provence, 1960-1970, guazzo
- Paysage vert et cercle rose, 1970, olio su tela, cm. 63,5 × 122
- Paysage mauve, 1970, olio su tela, cm. 132 × 153,5
- Paysage de Simiane, 1970, olio su tela incollata su cartone, cm. 47 × 49
- Petit dessin de montagne, 1970, inchiostro su carta, cm. 10,5 × 17
- Ville de jour, 1970, olio su tela, cm. 125,5 × 110, collezione privata Aube Élléouët-Breton e Merlin Hare
- Village de Simiane, 1971, olio su tela, cm. 118 × 191, collezione privata Aube Élléouët-Breton e Merlin Hare
- Paysage, 1972, inchiostro e olio su carta incollata su cartone, cm. 50 × 66
- Sans titre, 1973, olio su tela, cm. 150 × 119, collezione privata Aube Élléouët-Breton e Merlin Hare
- Ciel, 1974, olio su tela, cm. 154 × 141, collezione privata Aube Élléouët-Breton e Merlin Hare
- Nuages roses sur fond turquoise, 1975, olio su tela, cm. 51 × 6
- Paysage noir et blanc, 1976, guazzo su carta, cm. 49 × 64
- Arc-en-ciel, 1977, olio su tela, cm. 50,5 × 56
- Ciel voilé, 1977, olio su tela, cm. 93 × 102
- Colline, 1978, inchiostro e olio su carta incollata su cartone, cm. 40 × 50
- Fleurs d'eau, 1978, olio su tela, cm. 222 × 191, collezione privata Aube Élléouët-Breton e Merlin Hare
- San Diego, 1979, olio su carta, cm. 55,5 × 71,5
- Étang ovale, 1980, olio su tela, cm. 194,5 × 154,5
- Paysage, 1980, inchiostro su carta, cm. 38,5 × 48
- Nuages blancs sur fond turquoise, 1980, olio su tela, cm. 132 × 138
- Crête d'un village, 1970-1984, olio su tela incollata su cartone, cm. 26,5 × 17,5
- Paysage noir et blanc, 1984, olio su tela, cm. 101,5 × 102
- Mont habité, 1984, olio e inchiostro su carta, cm. 50 × 66
- Paysage, serie Città, 1970-1985, guazzo
- Atelier boulevard Bonne Nouvelle, 1985, disegno, inchiostro su carta, cm. 42 × 56
- Village de Simiane, 1971-1986, olio su tela, cm. 88,5 × 116
- Montagne de Valsaintes, 1986, olio su tela, cm. 65 × 100
- Village de Simiane, 1966-1987, inchiostro e olio su carta, cm. 48,5 × 64

## Esposizioni principali
- Exposition d'Objets surréalistes (Esposizione di oggetti surrealisti), galleria Charles Ratton, Parigi, maggio 1936
- The International surrealist exhibition (Esposizione surrealista internazionale), Londra, giugno 1936
- Fantastic art, Dada and surrealism (Arte fantastica, Dada e surrealismo), New York, dicembre 1936
- Exposition internationale du surréalisme (Esposizione internazionale del surrealismo), galleria delle Belle Arti, Parigi, gennaio 1938
- Objects, drawings, photographs, paintings, sculptures, collages 1910-1942 (Oggetti, disegni, fotografie, dipinti, sculture, collage 1910-1942), galleria Arts of this century, New York, ottobre 1942
- Exhibition by 31 women (Esposizione fatta da 31 donne), galleria Arts of this century, New York, gennaio 1943
- prima mostra personale, Norlyst gallery, New York, aprile 1944
- Un nouveau mythe : 8e exposition internationale du surréalisme (Un nuovo mito: ottava esposizione internazionale del surrealismo), galleria Aimé Maeght, Parigi, luglio 1947
- mostra monografica, galleria Pierre Loeb, Parigi, ottobre 1947

### Esposizioni postume
- 1998: Galleria 1900-2000, Parigi, esposizione di 37 opere prodotte dal 1946 al 1984
- 2001: Esposizione itinerante a Santiago di Compostela, New York, Oakland, St. Petersburg (presso il Museo Salvador Dalí)
- 2007: retrospettiva nel Castello di Tours
- 2008: Galleria La maison de Brian, Simiane-la-Rotonde
- 2008: Castello di Simiane-la-Rotonde
- 2009: Galleria 1900-2000, mostra all'interno della Fiera Internazionale d'Arte Contemporanea FIAC, Foire internationale d'art contemporain, Parigi
- 2009: esposizione di alcune opere di Lamba nella mostra «elles@centrepompidou» dedicata alle donne nell'arte presso il Centre Pompidou, Parigi[33]

### Filmografia
- Jacqueline Lamba, peintre, realizzato da Fabrice Maze, Seven Doc, 2004. In due parti:

1. L'Amour fou d'André Breton, 58 min,
2. La Peinture jusqu'au bout du ciel, 55 min.